# Belgrade (Nebraska)
Belgrade è un comune degli Stati Uniti d'America, situato nello Stato del Nebraska, nella Contea di Nance.

## Storia
Belgrade fu fondata nel 1889 quando la Union Pacific Railroad venne estesa a questo punto. Il villaggio prende il nome dalla città di Belgrado (Belgrade), capitale della Serbia.